# Набэсима Наотэру
Набэсима Наотэру (яп. 鍋島 直暠, 18 ноября 1832 — 1 октября 1883) — японский государственный деятель, самурай княжества Сага, сидзоку.

## Биография
Родился в семье вассала даймё Саги Набэсимы Наотаки, владельца деревни Сироиси.
В период Бакумацу Наотэру продвигал проимператорскую политику. Занимался устранением последствий восстания в Саге в 1874 году и Сацумского восстания в 1877 году. В 1883 году Набэсима Наотэру умер в возрасте 50 лет. Его прах был похоронен на кладбище Тама в Токио и в храме Сироиси-дзиндзя в Мияки. В 1895 году Набэсима Наоакира женился на дочери Наотэру, Икуко, и стал следующим главой линии Сироиси Набэсима, получив титул барона (дансяку).